# Typikon

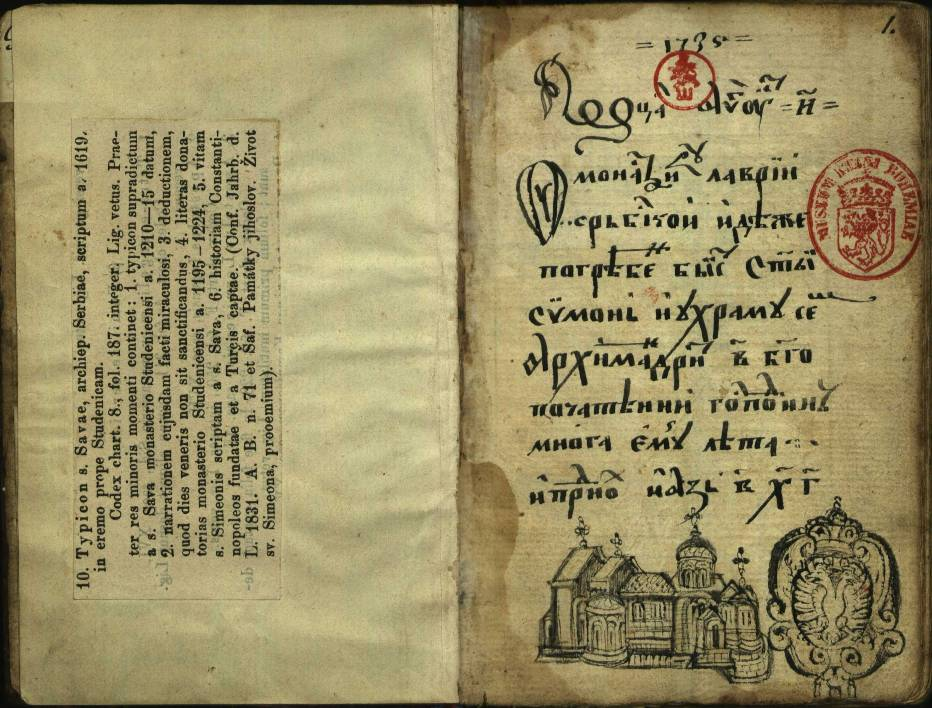
Typikon aus dem Kloster Studenica

Typikon (griechisch Τυπικόν) bezeichnet die schriftliche Festlegung liturgischer oder sonstiger Vorschriften, die für das Leben geistlicher, besonders monastischer Gemeinschaften, vor allem des byzantinischen Ritus, notwendig sind. Getrennt oder kombiniert begegnen vom Stifter festgelegte Ordnungen des klösterlichen Lebens (typika ktetorika) und Ordnungen für den Gottesdienst im Jahreskreis („Synaxaria“). Die orthodoxen Kirchen und die katholischen Ostkirchen des byzantinischen Ritus folgen vor allem im liturgischen Alltag und im Fasten solchen, ursprünglich häufig monastischen, Typika.
Als „Typikon“ (alternativ „[Kanonarion-]Synaxarion“) bezeichnet man auch die liturgische Ordnung von Kathedralen, etwa der Hagia Sophia in Konstantinopel (altes „Typikon der Großen Kirche“ alias „Synaxarium ecclesiae Constantinopolitanae“), oder von Klöstern. Solche Schriften begegnen als Anhänge oder Teile im Gottesdienst gebrauchter biblischer und hagiographischer Lesebücher, schließlich auch als eigenständige Werke.
Die frühesten Typika des byzantinischen Ritus waren monastisch und konnten von Kloster zu Kloster variieren.
Eine erste Vereinheitlichung findet statt im byzantinischen Reich nach dem Ende des Bilderstreits, ab 843.
Dieses mittelalterliche Typikon beruhte auf dem Testament des Theodor Studites (†826), das zunächst in Typika der Athos-Klöster Eingang gefunden hatte. Die studitische Periode endet 1204 mit der fränkischen Eroberung von Konstantinopel (1204). Nach der Wiederherstellung des Reiches unter den Palaiologen entstand
ein neues Typikon, benannt nach dem Kloster Mar Saba, auch bekannt als das jerusalemitische oder sabaitische Typikon. Hier finden die theologischen Neuerungen des 14. Jh. Eingang, die auf die hesychastische Bewegung zurückgehen.  In mehrfach überarbeiteter Konstantinopler Form wurde es zur Leitlinie der Kirchen byzantinischer Tradition vom 14. Jh. bis heute. Der griechische Text wurde erstmals 1545 in Venedig gedruckt.
Das geltende Typikon (устав) der Russisch-Orthodoxen Kirche beruht auf einer slawischen Übertragung des sabaitischen Typikon von 1682, in einer überarbeiteten Auflage von 1695. Zuvor war teilweise das studitische Typikon in Gebrauch. Die liturgische Praxis des 19. Jahrhunderts begann von den Vorschriften des Typikon abzuweichen, und zu Beginn des 20. Jh. gab es Bemühungen einerseits die liturgische Praxis wiederherzustellen oder, andererseits, zu einer angepassten Neuauflage des Typikon. Aktiv in dieser Frage war der Theologe und Kirchenhistoriker M.N. Skaballanovich, der 1910 eine kommentierte Ausgabe des Typikon veröffentlichte. Diese Anstrengungen wurden von der russischen Revolution von 1917 unterbrochen, und die Version von 1695 bleibt bis heute gültig.
Die letzte vorrevolutionäre   Ausgabe von 1906 wurde 1954 in Photoreproduktion neu aufgelegt. Die erste moderne Ausgabe, mit modernisierter Orthographie, erschien 2002, mit Neuauflagen 2011, 2015 und 2021.
Wegen der schwierigen Verbindung klösterlicher Übungen mit der Situation in den Pfarrkirchen wurden im 19. Jahrhundert im Ökumenischen Patriarchat von Konstantinopel adaptierte Neubearbeitungen erstellt, die unter dem Namen „Typikon der Großen Kirche Christi“ umlaufen, und zwar 1838 und 1851 durch Konstantinos Byzantios und 1888 durch Georgios Biolakes. Davon existieren auch slawische und rumänische Übertragungen; eine slawische Übersetzung der Neubearbeitung von 1851 findet in der bulgarischen Kirche Verwendung.